# Luciana Andrade (EP)
Luciana Andrade é o EP de estreia da cantora brasileira Lu Andrade. O EP foi lançado em 21 novembro de 2010 exclusivamente no site oficial da artista, não sendo lançado comercialmente no formato físico.

## Lista de faixas
| N.º | Título                  | Duração |  |
| 1.  | "De Longe"              | 3:44    |  |
| 2.  | "Tão Diferente"         | 2:53    |  |
| 3.  | "A Casa Mal-Assombrada" | 4:27    |  |
| 4.  | "De Longe (Acústico)"   | 3:39    |  |